# 佐藤長門
佐藤 長門（さとう ながと、1959年12月 - ）は、日本の歴史学者。國學院大學文学部教授。博士（歴史学）（國學院大学・論文博士・2008年）。専門分野は日本古代史。

## 来歴
1959年福島県に生まれる。1988年に國學院大學文学部史学科を卒業し、1993年に國學院大學大学院文学研究科博士課程を単位取得退学。1994年から國學院大學文学部非常勤講師、1998年から同専任講師、2001年から助教授（2007年に准教授）。2009年から教授。
2008年、博士（歴史学）（國學院大學）の学位を取得。

## 著書
- 『日本古代の国家と祭儀』（共著、雄山閣出版、1996年）
- 『古代史の論点4－権力と国家と戦争』（共著、小学館、1998年）
- 『日本の時代史2－倭国と東アジア』（共著、吉川弘文館、2002年）
- 『文字と古代日本1－支配と文字』（共著、吉川弘文館、2004年）
- 『日本古代王権の構造と展開』 （単著、吉川弘文館、2009年 ISBN　9784642024716）オンデマンド版　2022　ISBN　9784642724715